# 18634 Champigneulles
18634 Champigneulles (1998 EQ1) là một tiểu hành tinh vành đai chính được phát hiện ngày 2 tháng 3 năm 1998 bởi Khảo sát tiểu hành tinh OCA-DLR ở Caussols.